# Thorvald Aagaard
Hans Thorvald Aagaard (8. června 1877 Rolfsted Sogn, ostrov Fyn Dánsko – 22. března 1937 Ringe, Dánsko) byl dánský varhaník, hudební skladatel a pedagog.

## Život
Aagaard pocházel z rolnické rodiny. Narodil se v obci Rolfsted Sogn na dánském ostrově Fyn. Od dětství hrál na housle. Jeho rodiči byli Anders Hansen (1839-1926) a Anna Hansen (1851-1928). Již jako dítě se učil na housle. Od roku 1896 navštěvoval Askovskou střední školu. Od roku 1896 se učil hře na housle soukromě v Kodani u Carla Nielsena
V letech 1900–1902 studoval na kodaňské konzervatoři hru na housle, varhany a teorii hudby. Po absolvování vojenské služby pokračoval ve studiu skladby, kontrapunktu a historie hudby u Carla Nielsena a Thomase Lauba. Oba tito skladatelé měli velký vliv na jeho další hudební vývoj.
1905 se stal Aagaard varhaníkem kostela v Ryslinge a učitelem hudby na tamní škole. Mimořádné postavení v dánské hudbě si vypracoval svou snahou o obnovu dánské písně. Jako varhaník zpočátku pracoval, stejně jako Thomas Laub, na modernizaci dánského církevního zpěvu. Za tímto účelem složil sbírku 30 žalmových zpěvů. Jeho komunita byla brzy nazývána "Laubské dánské společenství". Ve roce 1907 založil amatérský symfonický orchestr Fynske Musikanter. Jeho členové byli okolní zemědělci, učitelé a řemeslníci. S orchestrem provedl více než 400 koncertů v Ryslinge a jeho okolí. 19. října 1908 se oženil s Karen Hansenovou (1881–1955).
V roce 1912 byl spolu se svým přítelem Ringem a učiteli Laubem a Nielsenem pověřen sestavením nového školního zpěvníku. Kvůli 1. světové válce se práce protáhla až do roku 1922. V tomto roce byla vydána sbírka obsahující více než 575 písní. Mimo jiné obsahovala 35 Aagaardových nových skladeb. Řada písní z této sbírky navždy ovlivnila dánskou hudební kulturu.
V letech 1930 a 1932 vydal dvě sbírky varhanních preludií k bohoslužbám a v roce 1933 publikoval školu hry na housle, která byla v celém Dánsku používána jak v hudebních školách, tak i při soukromém vyučování. Publikoval články v novinách odborném tisku. Stal se velmi populárním, takže když se zhoršilo jeho zdraví, byla uspořádána sbírka na jeho rehabilitační pobyt v Norsku.
Zemřel 22. března 1937. Po celý svůj život byl varhaníkem v Ryslinge a je tam také pohřben.

## Dílo

### Instrumentální díla
- Dánské lidové melodie pro smyčcový orchestr (Det haver saa nyligen regnet, 1907)
- Slavnostní předehra pro smyčcový orchestr a klavír
- Smyčcový kvartet A-Dur
- Suita pro dvoje housle a violu
- 25 Præludier til Gudstjenesten (25 varhanních preludií k bohoslužbám)
- 26 Præludier til Gudstjenesten op. 5 (26 varhanních preludií k bohoslužbám, 1934)
- Violinskole for Seminarier, Musikskoler og Privatundervisning (Škola hry na housle, 1933)

### Sbory
- Kantáta pro čtyřhlasý sbor, recitátora a orchestr (1905)
- Kantáta k otevření nové budovy vysoké školy v Ryslinge (1905)
- Jubilejní kantáta pro čtyřhlasý sbor, recitátora a orchestr (1909)
- Kantáta k zahájení výstavy Úřadu v Ringe pro baryton, mužský sbor, recitátora a orchestr (1911)
- Slavnostní hudba k otevření tělocvičny University v Ryslinge (1914)
- Kantáta pro vojenskou slavnost v Sandermu (1915)
- Kantáta k 50. výročí Diakonie
- Kantáta k 25. výročí »Fyns Forsamlingshus« (1925)
- Kantáta k 50. výročí „Københavns Højskoleforening“ (1928)
- Svatý Knut, oratorium pro tenor,sbor, recitátora a orchestr
- Liturgická hudba pro ženský sbor a varhany
- Paaskelilien (Narcis)
- Vinteren (Zima)
- Vaaren (Jaro)
- Sommeren (Léto)
- Høsten (Podzim)
- 4 sange for 3 lige stemmer, 3 sange for blandet kor (4 písně pro tři hlasy, 3 písně pro smíšený sbor)

### Písně
- Genforeningssang (Píseň sjednocení, text: Juhl Andersen)
- Ni viser til tekster af Jeppe Aakjaer (Devět písní na taexta Jeppe Aakjaera, 1919)
- Tyve gamle danske Sange af Grundtvig (20 starých dánských písní z Grundtvigu, 1931)[
- En Snes folkelige Sange og Viser, op. 4, (Tucet lidových písní a nápěvů, 1932)
- 40 Melodier til bibelhistoriske Sange med Musik af Thorvald Aagaard (40 melodií pro písně z biblické historie s hudbou Thorvalda Aagaarda, 1933)
- Tredive salmemelodier: Til salmebog for valgmenigheder og frimenigheder (30 chorálových melodií pro zpěvník., 1936)